# گالیا نوونتس
گالیا نوونتس (ارمنی: Գալյա Նովենց؛ ۱ ژوئیهٔ ۱۹۳۷ – ۲۲ ژوئیهٔ ۲۰۱۲) یک بازیگر اهل ارمنستان بود. وی بین سال‌های ۱۹۶۵–۲۰۱۲ میلادی مشغول فعالیت بود. وی یکی از برجسته‌ترین بازیگران زن سینمای ارمنستان در سده بیستم میلادی بود.

## زندگی‌نامه
گالیا نوونتس در روز ۱ ژوئیه ۱۹۳۷ در ایروان زاده شد. در سال ۱۹۵۸ از وی از انستیتو دولتی سینما و تئاتر ایروان فارغ‌التحصیل شده است. فارغ‌التحصیل شد. وی در سال ۱۹۸۵ در ۴۲مین دوره جشنواره بین‌المللی فیلم ونیز نامزد دریافت جایزه بهترین بازیگر نقش اول زن شده بود. وی در روز ۲۲ ژوئیه ۲۰۱۲ در سن ۷۵ سالگی در ایروان درگذشت.

## بخشی از فیلمشناسی
از فیلم‌ها یا برنامه‌های تلویزیونی که وی در آن نقش داشته است می‌توان به آثار زیر اشاره کرد.
- سلام، این منم! (۱۹۶۶)
- ما کوه‌های خود هستیم (فیلم) (۱۹۶۹)
- چشمه هغنار (۱۹۷۱)
- ناهاپت (۱۹۷۷)
- گیکور (۱۹۸۲)
- باغ سیب (۱۹۸۵)
- تانگوی کودکی ما (۱۹۸۶)
- فرشته دیوانه (۲۰۰۱)

## جوایز
وی برنده جوایزی همچون جوایز آرتاوازد (۲۰۰۸)، مدال موسس خورناتسی (۱۹۹۸)، هنرمند مردمی جمهوری ارمنستان (۲۰۰۷)، هنرمند افتخاری جمهوری ارمنستان، نشان افتخار ساهاک مقدس-مسروپ مقدس، جایزه دولتی ارمنستان شوروی و جایزه دولتی جمهوری ارمنستان شده است.

## نگارخانه

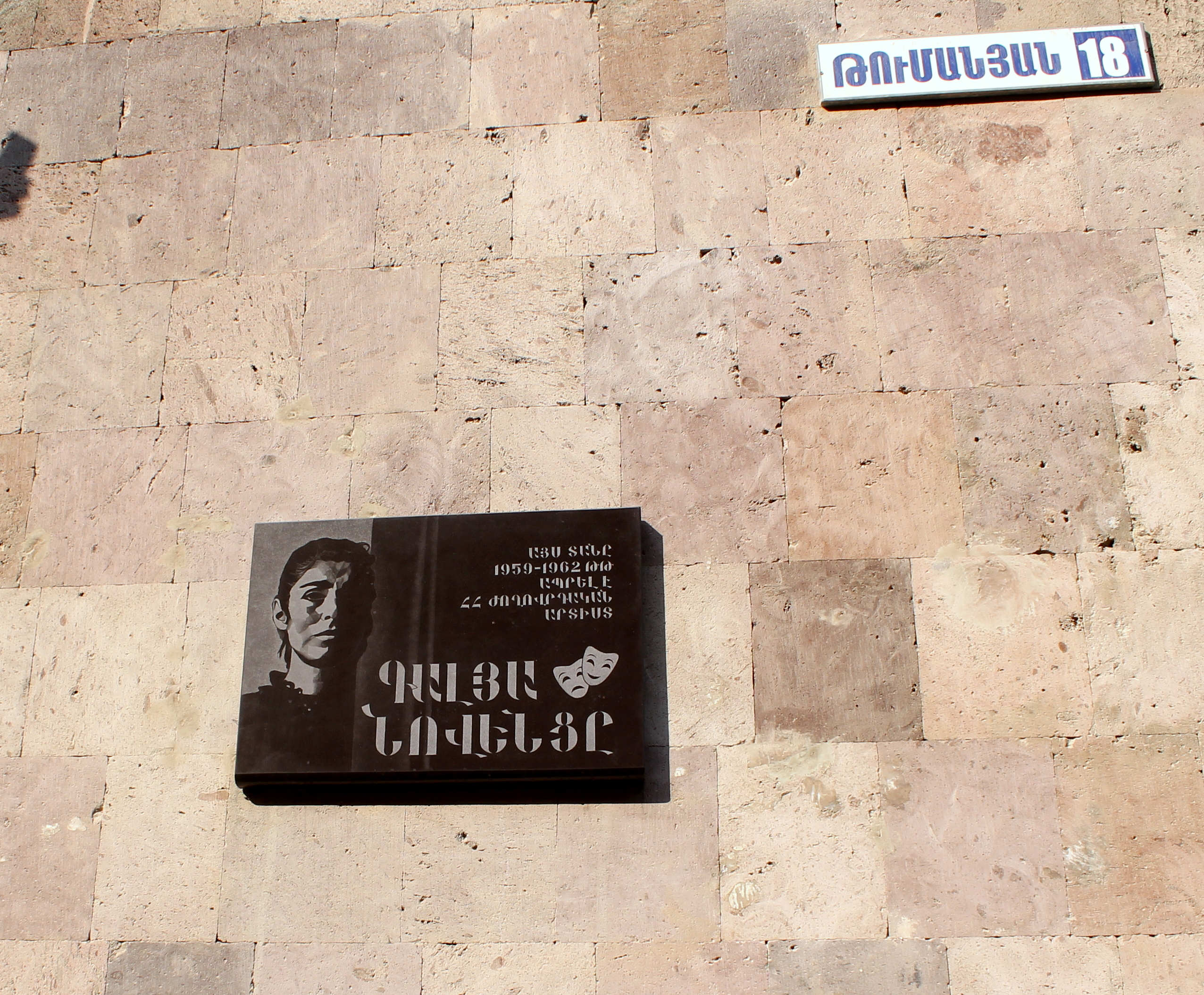
پلاک یادبود گالیا نونتس در کاپان